# William Colby

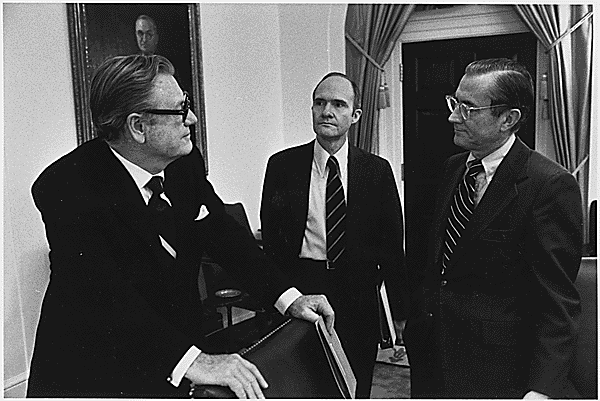
Vizepräsident Nelson Rockefeller, Sicherheitsberater Brent Scowcroft und William Colby als Direktor der CIA diskutieren die Situation in Vietnam in einer Pause während einer Sitzung des Nationalen Sicherheitsrates der Vereinigten Staaten am 24. April 1975

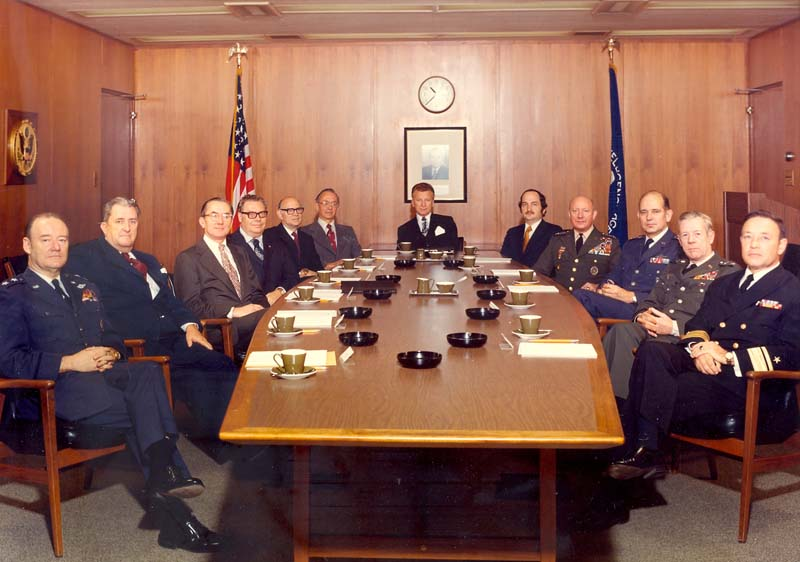
William Colby (Dritter von links) auf einer Sitzung des Militärischen Nachrichtendienstausschusses MIB (Military Intelligence Board) 1973

William Egan Colby (* 4. Januar 1920 in St. Paul, Minnesota; † 27. April 1996 in Rock Point, Maryland) war ein US-amerikanischer Nachrichtendienst-Agent und von September 1973 bis Januar 1976 Direktor der Central Intelligence Agency (CIA).

## Leben
Colbys Vater Elbridge Colby (1891–1982) war promovierter Anglist, Offizier der U.S. Army, Autor und später Journalismus-Dozent an der George Washington University. Seine Mutter Margaret Egan (1895–1980) war eine überzeugte Katholikin und gab diesen Glauben auch an ihren Sohn weiter. Aufgrund der Militärlaufbahn des Vaters musste die Familie oft umziehen und William Colby verbrachte Teile seiner Kindheit in Panama, Tianjin (China) und Burlington (Vermont).
Ein Politik-Studium an der Princeton University (u. a. bei Edward S. Corwin) schloss er 1940 mit dem Bachelor-Grad ab. Nach einem Jahr an der Law School der Columbia University wurde er Offizier der U.S. Army, zunächst bei der Artillerie, dann als Fallschirmartillerist der 82nd Airborne Division in Fort Benning. Im Sommer 1943 meldete er sich für Spezialoperationen des Militärgeheimdienstes Office of Strategic Services (OSS). Dieser setzte ihn im Rahmen der Operation Jedburgh hinter feindlichen Linien in Frankreich und Norwegen ein. Nach dem Zweiten Weltkrieg schloss er 1947 sein Jurastudium an der Columbia University ab. Nach zwei Jahren in der Anwaltskanzlei des früheren OSS-Leiters William J. Donovan kehrte Colby 1949 zur OSS-Nachfolgerin Central Intelligence Agency (CIA) zurück.
Die ersten zwölf Jahre für die CIA verbrachte Colby mit Aufbauarbeit für das NATO-Stay-behind-Netzwerk, wie er später in seinen Memoiren beschrieb. Colby, betonte, dass dies ein „Hauptprogramm“ der CIA sei, entworfen vom Office of Policy Coordination (1948–1952) unter Frank Gardiner Wisner, um klandestine und bewaffnete Soldaten in Westeuropa zu haben, die bereit waren als Sabotage- und Spionagekräfte eingesetzt zu werden im Falle eines sowjetischen Angriffes.
So gelang es ihm Anfang der 50er-Jahre in Stockholm, aus der 1941 von Otto Hallberg gegründeten rechtsextremen Waffenbruderschaft Sveaborg, die ihrerseits ein Ableger der faschistischen Vereinigung Svensk Socialistisk Samling (SSS, „Schwedische Sozialistische Sammlung“) war, eine Untergrundorganisation aufzubauen, mit etwa 1.200 Kontaktpersonen, von denen viele Armeeangehörige waren, die im „Notfall“ (z. B. sowjetischen Invasion) ihre paramilitärische Milizen selbständig hätten führen können. Das Scandia-Haus in Stockholm – früher Thule-Haus – soll dabei die Zentrale der Stay-behind-Netze gewesen sein.
Im Herbst 1953 wurde Colby nach Rom gesandt, wo er unter Gerry Miller, dem CIA-Chief-of-Station, arbeitete. Die beiden Männer kannten einander gut, war Miller während des Zweiten Weltkriegs doch Colbys Vorgesetzter bei OSS-Operationen in Norwegen gewesen. Mit den geheimen Gladio-Armeen in Italien wollte die CIA verhindern, dass die als politisch subversiv eingeschätzte politische Partei PCI legislative Macht erhielt, in totaler Abwesenheit einer „sowjetischen Invasion“. In seinen Memoiren enthüllte Colby: „Meine Aufgabe war, ganz einfach gesagt, zu verhindern, dass Italien bei den nächsten Wahlen im Jahr 1958 von den Kommunisten übernommen wurde.“ Als Colby von Italien aus zur CIA-Niederlassung in Vietnam versetzt wurde, setzte der SIFAR-Direktor Giovanni De Lorenzo seine verdeckten Operationen gegen die PCI und die PSI fort.
Colby war von 1959 bis 1962 an der US-Botschaft in Saigon akkreditiert. Er leitete Programme zur ländlichen Entwicklung und die verdeckte Operation Phoenix der CIA während des Vietnamkriegs. Die Operation Phoenix diente dem Zweck, vietnamesische Guerillakämpfer der FNL (Viet Cong) zu töten.
Im September 1973 wurde Colby unter Präsident Nixon Direktor der CIA, bis er 1976 durch den späteren Präsidenten George Bush abgelöst wurde. In seine Zeit als Director of Central Intelligence fiel die Eröffnung der Gedenkstätte CIA Memorial Wall im Juli 1974, die zu Ehren der im Dienst getöteten Mitarbeiter errichtet wurde. Ebenso kam das Azorian-Projekt zum Abschluss, bei dem Teile eines gesunkenen sowjetischen U-Bootes in einer verdeckten Operation geborgen wurden. Dabei nahm er Einfluss auf die Presse, um die Berichterstattung darüber zu unterdrücken.
In den späten 1970er Jahren arbeitete Colby für die Nugan Hand Bank in Australien. Die Bank soll eine CIA-Tarnorganisation gewesen sein und in illegale Aktivitäten verstrickt gewesen sein. 1975 soll sie Gelder für die Absetzung des australischen Labor-Premiers Gough Whitlam bereitgestellt haben. Die Bank brach 1980 nach dem Tod von ihrem Mitgründer Francis John Nugan zusammen. 
Am 27. April 1996 ertrank Colby vermutlich bei einem Bootsunfall, kurz nach Bekanntwerden seiner Vorladung zur Olson-Affäre. Entgegen seiner Gewohnheit trug er keine Schwimmweste und erzählte seiner Frau nichts von dem geplanten Ausflug. Sein Haushalt befand sich in einem Zustand, der auf einen eiligen Aufbruch schließen ließ. Sein Kanu fand man 400 Meter von seinem Wochenendhaus entfernt in Rock Point, etwa 40 Meilen von Washington, D.C. am Zusammenfluss des Wicomico River und des Potomac River, seine Leiche am 6. Mai.
Seine letzte Ruhestätte ist der Nationalfriedhof Arlington. Ihm zu Ehren wird seit 1999 der Colby Award verliehen.

## Hintergrund
2017 stellten der NDR-Journalist Patrik Baab und der US-Politikwissenschaftler Robert E. Harkavy zu seinem ungeklärten Tod in ihrem Buch „Im Spinnennetz der Geheimdienste“ eine Verbindung zwischen dem Mord an dem schwedischen Ministerpräsidenten Olof Palme 1986 und dem Tod Uwe Barschels 1987 her. Diese „politischen Morde“ seien „Teil einer einzigen Geschichte“ – der Iran-Contra-Affäre – und Folge einer weltweiten Säuberungsaktion, mit der unliebsame Zeugen und abtrünnige Helfer einer politischen Verschwörung aus dem Weg geräumt werden sollten.

## Werke
- William Colby, Peter Forbath: Honourable Men — My Life in the CIA. Simon and Schuster, New York 1978.